# Pecten dijkstrai
Pecten dijkstrai is een tweekleppigensoort uit de familie van de Pectinidae. De wetenschappelijke naam van de soort is voor het eerst geldig gepubliceerd in 2012 door Duncan & G. Wilson.